# Генко Славов
Генко Славов Славов е български футболист, вратар. Роден на 4 януари, 1981 г. във Варна. Играе за Спартак (Варна).

## Статистика по сезони
- Спартак (Вн) - 2000/01 - А група, 0 мача/0 гола (трети вратар на „соколите“)
- Спартак (Вн) - 2001/02 - А група, 0/0 (трети вратар на „соколите“)
- Спартак (Вн) - 2002/03 - А група, 7/0
- ЦСКА - 2003/04 - А група, 1/0
- Спартак (Вн) - 2004/05 - А група, 13/0
- Спартак (Вн) - 2005/06 - Б група, 26/0
- Спартак (Вн) - 2006/07 - А група, 20/0
- Спартак (Вн) - 2007/ес. - А група, 2/0
- Волов (Шн) - 2008/пр. - Б група, 11/0
- Калиакра - 2008/ес. - Б група, 10/0
- Волов (Шн) - 2009/пр. - Б група, 14/0
- Волов (Шн) - 2009/10 - Б група, 24/0
- Черноморец (Бч) - 2010/ес. - Б група, 6/0
- Спартак (Вн) - 2011/пр. - В група, 8/0